# Triops gracilis
Triops gracilis – gatunek przekopnicy zamieszkujący okresowo wysychające zbiorniki wodne zachodniej Australii. Osiąga około 3 cm długości ciała, którego 1/3 okrywa od góry owalny karapaks.